# Achemenidzi

Rozwój terytorialny Imperium Achemenidów

Achemenidzi (staropers. 𐎧𐏁𐏂, pers. ‏هخامنشیان‎) – dynastia panująca w Persji w latach 550–330 p.n.e.
Nazwa dynastii wiąże się z imieniem legendarnego Achemenesa. Szczyt potęgi dynastii przypada na czasy Dariusza I Wielkiego i jego syna Kserksesa I. Za ich czasów Iran osiągnął największe rozmiary rozciągając się od Azji Mniejszej i Egiptu (jako XXVII dynastia) aż po Indie.
Achemenidzi zbudowali wielkie zespoły pałacowe w: Pasargadach, Persepolis, Suzie i Ekbatanie. Po śmierci Kserksesa I (465 p.n.e.) rozpoczął się powolny upadek dynastii.
Ostatnim władcą z tej dynastii był Dariusz III (336–330 p.n.e.), pokonany przez Aleksandra Macedońskiego.
W 1971 r. w ruinach Persepolis szach Iranu Mohammad Reza Pahlawi obchodził 2500 rocznicę założenia państwa perskiego (liczoną od momentu śmierci Cyrusa Wielkiego w 529 p.n.e.), co miało szczególnie podkreślić znaczenie dynastii Achemenidów w dziejach Iranu.

## Historia

### Początki
Persowie przybyli do Iranu ze stepów Azji Centralnej w VIII w. p.n.e. Osiedli oni na wschód od starożytnego Elamu, u wybrzeży Zatoki Perskiej. Za założyciela pierwszej perskiej dynastii uważa się Achemenesa, od którego pochodzi jej nazwa – Achemenidzi, nie wiadomo jednak dokładnie, kiedy Achemenes panował. Pierwszy perski podbój związany był z upadkiem Elamu w wyniku asyryjskiego najazdu w 646 p.n.e. W 612 p.n.e., wraz z Medami i Babilończykami, Persowie zdobyli Niniwę, przyczyniając się do upadku Asyrii. Korzystając z sytuacji, Persowie zajęli wschodnie tereny zniszczonego państwa. Mimo to ich państwo było wciąż mało znaczące i często popadało w zależność od żyjących na północy Medów, którzy wówczas stali się jedną z największych potęg starożytnego świata.

### Cyrus Wielki
Sytuacja ta zmieniła się, gdy władcą Persji został Cyrus Wielki. Około 551 p.n.e. stanął on na czele perskiego powstania przeciwko królowi Medów Astyagesowi. Król Medów najechał Persję, ale poniósł całkowitą klęskę. Pod Pasargadami jego wojska i dworzanie przeszli na stronę Cyrusa (Medowie i Persowie byli blisko spokrewnieni), a Astyages stał się jeńcem perskiego władcy. Cyrus zajął następnie medyjską stolicę Ekbatana, a następnie całe imperium Medów, rozciągające się wówczas od Anatolii aż po Wyżynę Irańską.
W obronie Astyagesa, swojego sojusznika i szwagra, stanął Krezus, król Lidii w Anatolii. Jego wojska starły się z Persami w 547 p.n.e. w nierozstrzygniętej bitwie pod Pterią. Jako że nadchodziła zima, Krezus wycofał się do swojej stolicy Sardes i rozpuścił wojska. Tymczasem Cyrus postanowił, wbrew starożytnym praktykom wojennym, kontynuować wojnę zimą i ruszył z całą armią za Krezusem. Nieprzygotowane do oblężenia Sardes padło po 14 dniach, a Lidia stała się kolejnym łupem perskiego władcy. Cyrus pozostawił w Anatolii swoich wodzów z częścią wojsk, aby podbili greckie miasta na zachodnim krańcu Anatolii, a sam wyruszył na wschód, gdzie przesunął granice perskiego imperium aż do dzisiejszego Afganistanu i doliny Indusu.
Ukoronowaniem podbojów Cyrusa stało się zdobycie w 539 p.n.e. Babilonii. Tutaj również nie napotkał poważniejszego oporu, a mieszkańcy przyjęli go z radością, co zawdzięczał swojej sławie łagodnego i tolerancyjnego władcy. Jego panowanie zakończyło się w 529 p.n.e. śmiercią w bitwie z Sakami – koczownikami z Azji Centralnej.
W ciągu kilkunastu lat Cyrus stworzył największe imperium, jakie dotychczas istniało. Jego panowanie wyróżniało się umiarkowaniem (m.in. w wysokości nakładanych danin) oraz poszanowaniem zwyczajów, praw i kultury podbitych ludów.

### Następcy Cyrusa
Syn Cyrusa, Kambyzes, kontynuował dzieło ojca. W 525 p.n.e. podbił Egipt, a następnie wyruszył do Nubii. Musiał jednak zawrócić, gdy w Persji pojawił się samozwańczy władca imieniem Smerdis. Podczas powrotu Kambyzes zmarł w tajemniczych okolicznościach (522 p.n.e.). W imperium zapanował chaos.
Na pierwsze miejsce wybił się wtedy przedstawiciel młodszej gałęzi Achemenidów, Dariusz. Zabił on Smerdisa i stłumił liczne rebelie, które wybuchły w całym imperium. Później wyprawił się przeciwko Scytom znad Morza Kaspijskiego. W 518 p.n.e. podbił ziemie nad Indusem, a być może wdarł się nawet w głąb Indii. Po tych sukcesach zainteresował się zachodnimi rubieżami imperium. W 513 p.n.e. wkroczył do Europy i zaatakował Trację, po czym przekroczył Dunaj i zaatakował Scytów żyjących na nadczarnomorskich stepach. Wyprawa zakończyła się jednak fiaskiem, gdyż Persowie nie potrafili zmusić nieuchwytnych scytyjskich jeźdźców do otwartej bitwy. Dariusz wrócił do Persji zostawiając w Europie część armii, by dokończyła podboju Tracji.
W 499 p.n.e. wybuchł bunt w greckich miastach w Anatolii. Jego zdławienie zajęło perskiej armii pięć lat. Buntownikom niewielkiej pomocy udzieliły Eretria i Ateny. Dariusz postanowił ukarać oba greckie miasta i w 490 p.n.e. wysłał armię do Grecji. Persowie zniszczyli leżącą na wyspie Eubea Eretrię, a następnie wylądowali w Attyce pod Maratonem. Tam jednak ponieśli klęskę w starciu z ateńskimi hoplitami. Porażka nie zniechęciła Dariusza. Postanowił wysłać drugą, dużo silniejszą armię. Przygotowania przerwała jego śmierć w 486 p.n.e. Syn Dariusza, Kserkses I, postanowił zrealizować marzenie ojca. W 480 p.n.e. co najmniej 200 tysięcy zbrojnych ściągniętych ze wszystkich ziem imperium i wspieranych przez ponad tysiąc okrętów wyruszyło przez Trację i Macedonię do Grecji. Jednak pod Salaminą (480 p.n.e.) i Platejami (479 p.n.e.) zwyciężyli mniej liczni, ale lepiej uzbrojeni i wyszkoleni Grecy. Perscy władcy musieli porzucić marzenia o podboju Grecji.

### Kryzys i upadek imperium Achemenidów
Klęska w wojnie z Grekami nie tworzyła żadnego zagrożenia dla perskiego imperium. Było ono wciąż najbogatszym i najpotężniejszym państwem starożytnego świata i nawet wyzwolenie przez Ateny wielu greckich miast w Anatolii nie zmieniło tego. Grecy byli zbyt słabi, by wyruszyć na podbój rozległego imperium, i mogli co najwyżej szarpać jego zachodni kraniec.
W 465 p.n.e. w niejasnych okolicznościach zginął Kserkses. Jego miejsce zajął syn Dariusz, lecz wkrótce zginął z ręki swego brata Artakserksesa I. W 448 p.n.e. perski król zakończył wojnę z Grekami godząc się na niepodległość greckich miast w Anatolii. Kontrolę nad greckimi miastami w Anatolii Persowie odzyskali w 404 p.n.e., gdy Sparta zmiażdżyła potęgę Aten (zobacz: wojna peloponeska). Sukces ten przyćmiła jednak utrata Egiptu, który się zbuntował.
Artakserkses zmarł w 425 p.n.e. Pierwsi dwaj jego synowie zostali kolejno zamordowani w kilka miesięcy po wstąpieniu na tron. Trzeci, Dariusz II, przetrwał dzięki rzezi wszystkich potencjalnych konkurentów. Synowie Dariusza II wszczęli po jego śmierci wojnę domową. W 404 p.n.e. Cyrus, który był satrapą Sardes, zebrał silną armię (służyło w niej m.in. 13 tysięcy greckich najemników) i pomaszerował na wschód, by obalić Artakserksesa II. W bitwie pod Kunaksą niedaleko Babilonu Cyrus poległ, a jego armia została rozbita. Z pola bitwy uszli tylko Grecy, którzy z Mezopotamii pomaszerowali na północ aż do greckiej kolonii Trapezunt nad Morzem Czarnym, skąd wrócili do Grecji. Udana eskapada greckich najemników (tzw. marsz dziesięciu tysięcy) ukazała militarną słabość Persji. Wielu Greków nabrało przekonania, że podbój Persji jest możliwy.
Państwo Achemenidów przetrwało jednak jeszcze ponad 70 lat, głównie dzięki ciągłym wojnom między greckimi miastami. Gdy jednak król Macedonii Filip II podbił Grecję w 338 p.n.e., zaczął przygotowania do podboju Persji. Po śmierci Filipa w 336 p.n.e. jego zamiary kontynuował syn Aleksander. Dwa lata później wyruszył na wschód i w kilka lat podbił całe imperium.

## Administracja w Persji Achemenidów
Cyrus zaprzęgał na swoje potrzeby administrację, którą zastał w zdobytym kraju. Zarządzanie rozległym imperium zreformował dopiero Dariusz, który podzielił je na około 20 satrapii. Na ich czele postawił satrapów, najczęściej swoich krewnych lub przyjaciół. Ujednolicił system danin, nakładając na każdą prowincję daninę dostosowaną do jej możliwości (najczęściej satrapie płaciły ją w srebrze, ale często dostarczały też np. koni, eunuchów czy broni). By ograniczyć władzę satrapów, Dariusz ustanowił w każdej prowincji dowódcę garnizonu, który odpowiadał bezpośrednio przed królem.
Oficjalną stolicą imperium było za panowania Cyrusa i Kambyzesa Pasargady w Persji, ale głównym ośrodkiem administracyjnym była dawna stolica Medów, Ekbatana. Dariusz przeniósł oficjalną stolicę do Persepolis (kilkanaście kilometrów na południowy zachód od Pasargady), a administracyjną do Suzy w Elamie. Dariusz zadbał o sprawny system pocztowy, niezbędny w zarządzaniu tak rozległym imperium, i drogi. Najsłynniejszą z nich jest tak zwana Droga Królewska z Suzy do Sardes, licząca 2575 kilometrów. Najlepsi kurierzy potrafili ją pokonać w tydzień, wymieniając konie i posilając się w 111 gospodach zbudowanych wzdłuż tej drogi.
W czasach Dariusza administracja sporządzała jeszcze dokumenty pismem klinowym na glinianych tabliczkach. Za jego następców powszechne stało się jednak używanie języka aramejskiego, zapisywanego pismem alfabetycznym na pergaminie.

## Władcy dynastii Achemenidów
- Achemenes, panował ok. 700–675 p.n.e.
- Teispes, panował ok. 675–640 p.n.e.

Starsza linia:
- Cyrus I, panował ok. 640–600 p.n.e.
- Kambyzes I, panował 600–559 p.n.e.
- Cyrus II Wielki, panował 559–550 p.n.e.

Młodsza linia:
- Ariaramnes, panował ok. 640–ok.595 p.n.e.
- Arsames, panował?–550 p.n.e.

Zjednoczenie pod rządami starszej linii:
- Cyrus II Wielki, panował 550–529 p.n.e.
- Kambyzes II, panował 529–522 p.n.e.
- Bardija, panował 521 p.n.e.
- Dariusz I Wielki, panował 521–486 p.n.e.
- Kserkses I, panował 486–465 p.n.e.
- Artakserkses I, panował 464–425 p.n.e.
- Kserkses II, panował 425 p.n.e.
- Sogdianos, panował 425–424 p.n.e.
- Dariusz II, panował 423–404 p.n.e.
- Artakserkses II Mnemon, panował 404–358 p.n.e.
- Artakserkses III Ochos, panował 358–338 p.n.e.
- Artakserkses IV Arses, panował 338–336 p.n.e.
- Dariusz III, panował 336–330 p.n.e.
- Bessos − jako Artakserkses V − panował 330–329 p.n.e., ale historycy nie uznają go za prawowitego władcę Persji

## Achemenidzi w Egipcie

### XXVII dynastia faraonów
Pierwsze panowanie perskie – władcy Persji panujący w Egipcie, wywodzący się z dynastii Achemenidów, rezydujący w Suzie i Persepolis – 525–404 p.n.e.
| Pierwsze panowanie perskie – XXVII dynastia | Pierwsze panowanie perskie – XXVII dynastia | Pierwsze panowanie perskie – XXVII dynastia | Pierwsze panowanie perskie – XXVII dynastia | Pierwsze panowanie perskie – XXVII dynastia | Pierwsze panowanie perskie – XXVII dynastia | Pierwsze panowanie perskie – XXVII dynastia |
| Władca                                      | Lata panowania p.n.e.                       | Nomen                                       | Prenomen                                    | Imię perskie                                | Żony/Mężowie                                | Miejsce pochówku                            |
| ------------------------------------------- | ------------------------------------------- | ------------------------------------------- | ------------------------------------------- | ------------------------------------------- | ------------------------------------------- | ------------------------------------------- |
| Kambyzes II                                 | 525-522                                     | Kembiczet                                   | Mesutire                                    | Kambudżija                                  | Roksana, Atossa                             | Tacht-e-Rostam (Iran)                       |
| Dariusz I Wielki                            | 522-486                                     | Intriusza (Tariusza)                        | Setutre                                     | Darajawausz                                 | Artystone, Atossa, Otane                    | Naghsz-e Rostam (Iran)                      |
| Kserkses I                                  | 486-465                                     | Kszaiarsza                                  |                                             | Kszajarsza                                  | Amestris                                    | Naghsz-e Rostam (Iran)                      |
| Artakserkses I (Makrocheir)                 | 465-424                                     | Artachszassza                               |                                             | Artachszatra                                | Damaspia                                    | Naghsz-e Rostam (Iran)                      |
| Kserkses II                                 | 45 dni w 424 r.                             |                                             |                                             | Kszajarsza                                  |                                             |                                             |
| Sogdianos                                   | 424-423                                     |                                             |                                             |                                             |                                             |                                             |
| Dariusz II (Ochos)                          | 423-405                                     |                                             |                                             | Darajawausz                                 | Parysatis                                   | Naghsz-e Rostam (Iran)                      |
| Artakserkses II (Mnemon)                    | 405-404                                     | Arsakes                                     |                                             | Artachszatra                                | Statejra                                    | Persepolis (Iran)                           |

### XXXI dynastia faraonów
Drugie panowanie perskie – władcy Persji panujący w Egipcie, wywodzący się z dynastii Achemenidów, rezydujący w Persepolis – 342–332 p.n.e.
| Drugie panowanie perskie – XXXI dynastia | Drugie panowanie perskie – XXXI dynastia | Drugie panowanie perskie – XXXI dynastia | Drugie panowanie perskie – XXXI dynastia | Drugie panowanie perskie – XXXI dynastia | Drugie panowanie perskie – XXXI dynastia | Drugie panowanie perskie – XXXI dynastia |
| Władca                                   | Lata panowania p.n.e.                    | Nomen                                    | Prenomen                                 | Imię perskie                             | Żony                                     | Miejsce pochówku                         |
| ---------------------------------------- | ---------------------------------------- | ---------------------------------------- | ---------------------------------------- | ---------------------------------------- | ---------------------------------------- | ---------------------------------------- |
| Artakserkses III                         | 342-338                                  |                                          |                                          | Artachszatra                             | Atossa                                   | Persepolis (Iran)                        |
| Arses                                    | 338-336                                  |                                          |                                          | Arses                                    |                                          | Persepolis (Iran)                        |
| Dariusz III (Kodomanos)                  | 336-332                                  | Inczriusza                               |                                          | Darajawausz                              | Statejra                                 | Persepolis (Iran)                        |